# Parlamentswahl in der Autonomen Gemeinschaft Madrid 2021
- Pod.: 10
- Ḿ: 24
- PSOE: 24
- PP: 65
- VOX: 13

Die Parlamentswahl in der Autonomen Gemeinschaft Madrid 2021 fand am Dienstag, dem 4. Mai 2021, statt, um die Mitglieder der Asamblea de Madrid in der Autonomen Gemeinschaft Madrid für deren XII. Legislaturperiode zu wählen. 
Alle 136 Sitze in der Versammlung standen zur Wahl. Es handelte sich um eine vorgezogene Neuwahl.

## Wahlsystem
Die Asamblea de Madrid ist das Parlament der Autonomen Gemeinschaft Madrid.
Nach Art. 10.2 des Autonomiestatuts besteht das Parlament aus einem Abgeordneten je 50.000 Einwohnern bzw. einem weiteren, wenn dabei ein Rest von mehr als 25.000 Einwohnern verbleibt. Weiter schreibt das Autonomiestatut vor, dass die gesamte Autonome Gemeinschaft, die nur aus einer Provinz besteht, einen einheitlichen Wahlkreis bildet (Art. 10.5), die Sperrklausel 5 % beträgt (Art. 10.6) und die Wahl nach den Grundsätzen der Verhältniswahl erfolgt (Art. 10.1). Das Wahlgesetz sieht eine Verteilung der Sitze nach der D'Hondt-Methode vor. Es bestehen starre Listen.

## Ausgangslage
Seit den Wahlen 2019 wurde die Region von einer Koalition aus PP und Ciudadanos unter Duldung der rechtsextremen Partei Vox regiert. 
Ciudadanos hatte im März 2021 eine ebenfalls mit der PP bestehende Koalition in der Region Murcia aufgekündigt und dort einen Misstrauensantrag gegen den PP-Ministerpräsidenten unterstützt. Um einem ähnlichen Manöver in Madrid zuvorzukommen, löste die Ministerpräsidentin der Autonomen Gemeinschaft Madrid, Isabel Díaz Ayuso, am 10. März 2021 das Regionalparlament auf und setzte Neuwahlen für den 4. Mai 2021 an.

## Wahlkampf
Das inhaltliche Hauptthema war die unterschiedliche Herangehensweise in der Corona-Schutzmaßnahmenpolitik zwischen der Madrider Regionalregierung und der spanischen Staatsregierung. Die Partido Popular steuerte hier einen deutlich lascheren Kurs mit möglichst wenig Einschränkungen für die Bevölkerung. Beispielsweise waren Theater, Kinos, Straßencafés und auch die Innenräume der Restaurants seit dem Sommer 2020 wieder geöffnet. Mit 180 Fällen pro 100.000 Einwohnern ist die Hauptstadtregion das Bundesland mit der dritthöchsten 7-Tage-Inzidenz in ganz Spanien.
Der Wahlkampf verlief ansonsten äußerst hitzig. Während die seit 25 Jahren in Madrid regierende PP mit Slogans wie „Freiheit oder Sozialismus“ (auch „Freiheit oder Kommunismus“) warb, thematisierte der linke Block die zunehmende Ännäherung zwischen Konservativen und Rechtsextremen. Die Wahl zwischen PP und Vox und allen anderen sei eine Wahl zwischen „Faschismus und Demokratie“. Beobachter sahen als wahrscheinlichste nächste Regierungskoalition PP mit Vox an, entweder wie bisher eine PP-Regierung unter Duldung von Vox oder sogar als offizielle Koalition. 
Bei einer Debattenrunde beim Radio-Sender Cadena SER verließen schließlich die Vertreter der drei linken Parteien die Veranstaltung, nachdem sich die Vox-Kandidatin Rocío Monasterio von Morddrohungen gegenüber verschiedenen linken Politikern – unter anderem erhielt Podemos-Spitzenkandidat Pablo Iglesias Turrión Patronen per Post zugeschickt – nicht distanzierte.
In der Folge drehten sich die Umfragen massiv zugunsten der PP zulasten aller anderen Parteien. Auch Vox, zwischenzeitlich mit Werten bis zu 20 Prozent gesehen, fiel zurück in die Einstelligkeit. Daraufhin fiel Vox zunehmend mit rassistischer und fremdenfeindlicher Wahlwerbung auf.

## Umfragen

### Wahlprognosen
Die Umfragen sagten einen klaren Wahlsieg der PP mit mehr als 40 Prozent der Stimmen voraus. Eine Parlamentsmehrheit für die PP zusammen mit Vox galt als sicher.

### Verlauf

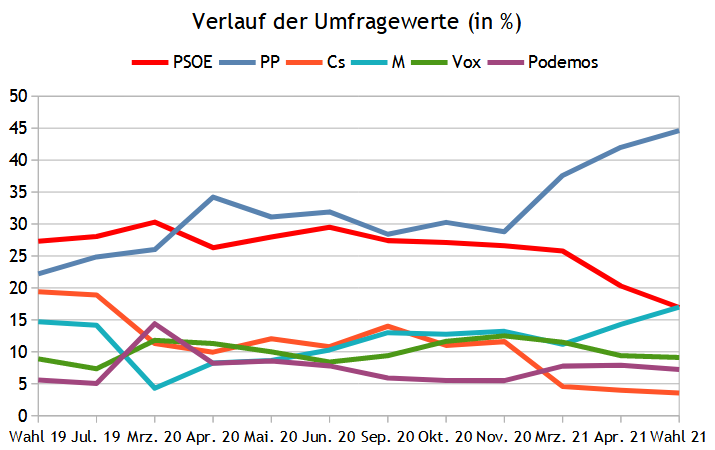
Umfragewerte auf monatliche Umfrageergebnisse gemittelt, von der Wahl 2019 bis zur Wahl 2021

## Ergebnis
| Partei                                          | Partei                                          | Stimmen   | Stimmen  | Stimmen | Sitze  | Sitze |  |
| Partei                                          | Partei                                          | Anzahl    | %        | +/−     | Anzahl | +/−   |  |
| ----------------------------------------------- | ----------------------------------------------- | --------- | -------- | ------- | ------ | ----- |  |
|                                                 | Partido Popular (PP)                            | 1.620.210 | 44,73    | ▲22,50  | 65     | ▲35   |  |
|                                                 | Más Madrid (Ḿ)                                  | 614.660   | 16,97    | ▲2,28   | 24     | ▲4    |  |
|                                                 | Partido Socialista Obrero Español (PSOE)        | 610.190   | 16,85    | ▼10,46  | 24     | ▼13   |  |
|                                                 | Vox (Vox)                                       | 330.663   | 9,13     | ▲0,25   | 13     | ▲1    |  |
|                                                 | Podemos (UP)                                    | 261.010   | 7,21     | ▲1,61   | 10     | ▲3    |  |
|                                                 | Ciudadanos (C’s)                                | 129.216   | 3,57     | ▼15,89  | —      | ▼26   |  |
|                                                 | Andere                                          | 37.228    | 1,54     | ▼0,29   | —      | ▬     |  |
| Gesamt                                          | Gesamt                                          | 3.603.177 | 100,00 % | ▬       | 136    | ▲4    |  |
| Gültige Stimmen                                 | Gültige Stimmen                                 | 3.603.177 | 98,86    |         |        |       |  |
| Ungültige Stimmen                               | Ungültige Stimmen                               | 41.400    | 1,14     |         |        |       |  |
| Abgegebene Stimmen                              | Abgegebene Stimmen                              | 3.644.577 | 100,00 % |         |        |       |  |
| Anzahl der Wahlberechtigten und Wahlbeteiligung | Anzahl der Wahlberechtigten und Wahlbeteiligung | 5.112.658 | 76,25    |         |        |       |  |
| Quelle: Resultados                              |                                                 |           |          |         |        |       |  |